# Tirolska (Marc)
Tirolska je naslov slike ekspresionističnega slikarja Franza Marca iz leta 1914. Je eno njegovih najbolj znanih del. Marc je sliko ustvaril leta 1914 in jo razstavil na Prvem nemškem jesenskem salonu. Marc je nato delo umaknil in ga dokončal leta 1914 ter dodal figuro Device Marije. Zdaj je v Pinakothek der Moderne v Münchnu.

## Analiza slike
V kompoziciji slike prevladujejo visoki gorski vrhovi, razporejeni v ostrih trikotnih oblikah in v več vrstah drug za drugim. Marc je uporabil svetle barve z visokim kontrastom in gore razdelil na posamezna barvna območja. Oblikovanje podobe, ki izraža mešanico vzvišenosti in grozečega, je pod vplivom takrat prevladujočih slogov kubizma in futurizma. Barve in oblike nakazujejo predvsem Marcovo preokupacijo s spektralnim barvnim orfizmom Roberta Delaunayja, saj na formalno govorico slike očitno pomembno vplivajo Delaunayevi Eifflovi stolpi, ki se dinamično vijejo proti nebu, pa tudi njegove prizmatične poslikave oken.
Zaradi odsotnosti ljudi in živali se gorska pokrajina zdi nenavadno brez življenja in življenju sovražna. O človeški prisotnosti pričajo le majhna bela kapelica na vrhu gore in dve predlagani dvorišči na dnu slike. Tudi flora je zmanjšana na nekaj mrtvih dreves. Zaradi močnih barv kristalnih gora je zemeljski obstoj videti še bolj pust. Zdi se, kot da želi Marc opozoriti na nepomembnost posameznika pred silami usode in narave. Poleg tega iz ospredja v prostor slike diagonalno štrli golo črno drevo, ki napoveduje nesrečo in smrt. Na njegovi konici lahko vidite kanček srpastega rezila, ki drevo spremeni v smrtonosno koso.
V ozadju temne desne polovice slike se med gorskimi vrhovi kaže razbeljeno sonce in naznanja dan, na levi strani nad svetlejšo polovico slike pa kraljuje noč, v kateri se zvezde in svetlobni loki iskrijo. Ta delitev spominja na upodobitve Poslednje sodbe. V svetopisemskem Janezovem Razodetju je tudi zatemnitev sonca, ki jo je Marc verjetno upodobil kot sončni mrk blizu središča slike. V tem pogledu lahko polovice slike razlagamo tudi v smislu krščanskega odrešenjskega dogodka kot zadnje apokaliptične bitke med svetlobo vzhajajočega sonca in temo zahajajoče noči.
Medtem ko je prva različica še vedno imela sonce v sredini, je Marc zdaj dodal senčni polmesec na sredino slike. Marijo prepoznamo po obleki v modri in rdeči barvi, svetniškem siju okoli glave in po detetu Jezusu v naročju. Žarki izvirajo diagonalno navzgor od Marije in pravokotno sekajo gore. Njena glava prav tako tvori konico osrednjega enakokrakega trikotnika, ki sega do spodnjega roba slike. Zeleni polmesec ob njenih nogah jo označuje kot apokaliptično ženo iz Janezovega Razodetja, tako da je Marijin lik vstavljen v eshatološki kontekst. Morda Marija uteleša tudi vero v zmago sil duha nad materijo v tirolskih gorah, ki jim grozi smrt.
Marc je sliko dokončal malo pred izbruhom prve svetovne vojne. Ali delo simbolizira tudi slutnjo bližajoče se katastrofe, ostaja ugibanje. Vsekakor pa simbolika slike združuje razpoloženje zadnjega časa z upanjem na duhovno spremembo in prenovo. Marc je ta simbolni pomen okrepil z dodajanjem figure Marije. Ekspresivna upodobitev narave se spremeni v mističen sanjski svet, ki postane prispodoba uničenja sveta in njegovega poustvarjanja.

## Ozadje
Motiv alpskega gorskega sveta sega v slikarjevo potovanje na Južno Tirolsko s partnerko in kasnejšo ženo Mario Franck spomladi 1913. Njuna starša sta zakonca povabila v Meran na Južnem Tirolskem, ki je bil takrat še habsburški. Njen oče Philipp Franck je trpel zaradi srčnega popuščanja in je odšel v tamkajšnji sanatorij. Zakonca sta nato konec marca 1913 za teden dni odpotovala na Južno Tirolsko in svoje bivanje izkoristila za pohodništvo. Marc je svoje vtise o pokrajini, stavbah in umetninah v okolici beležil v skicirko.
Po vrnitvi v podeželski Sindelsdorf so bile slike Bizon pozimi, Svetovna krava, Dolgi rumeni konj, Revna dežela Tirolska in Tirolska očitno posledice potovanja. Julija 1913 je nizozemski zbiralec umetnin Willem Wolff Beffie odkupil nekaj slik. V tem času je Marc pomembno sodeloval pri organizaciji Prvega nemškega jesenskega salona, ki je od septembra 1913 potekal v Berlinu. Prispeval je sedem slik: Usoda živali, Stolp modrih konj, Prve živali, Tirolska, Volkovi, Krava s teletom in Trije konji. Ker Marc ni bil zadovoljen z oblikovanjem, je po koncu razstave Tirolsko sliko vzel nazaj.
Spomladi 1914 se je Marc z ženo preselil iz Sindelsdorfa v Ried blizu Benediktbeuerna in živel v veliki hiši na podeželju. Kontrast med idilo na podeželju in apokaliptičnim vzdušjem se odraža v njegovih zadnjih delih, ki vključujejo tudi predelavo Tirolske. Atmosfera pogube je v Mariji implementirana bolj neposredno in objektivno kot v prejšnjih abstraktnih slikah, kot sta Bojujoče oblike in Zlomljene oblike. Nenavaden je religiozni pomen, ki je delu Franza Marca v tej jasnosti, razen svetopisemskih ilustracij, tuj in ga je mogoče pojasniti z njegovo krščansko mladostjo. Marc je v eni svojih zadnjih slik Jelen v gozdu II ponovno prevzel vidik idile.
Takoj po izbruhu prve svetovne vojne se je Marc prijavil na služenje vojaškega roka in bil marca 1916 ubit blizu Verduna. Tirolska slika je ostala njegova last in jo je zdaj podedovala njegova žena Maria Marc. Leta 1949 je Svobodna dežela Bavarska na podlagi ministrskega sklepa pridobila sliko in jo vključila v Bavarsko državno slikarsko zbirko. Delo je bilo sprva razstavljeno v Neue Pinakothek. Po dokončanju Pinakothek der Moderne leta 2002 je bila prenesena v Zbirko moderne umetnosti v Pinakothek der Moderne.